# Красный Яр (Амурская область)
Кра́сный Яр — село в Михайловском районе Амурской области России. Входит в состав Зеленоборского сельсовета.

## География
Село Красный Яр стоит на левом берегу реки Завитая.
Село Красный Яр расположено к северу от районного центра Поярково, автомобильная дорога идёт через сёла Черемисино и Зелёный Бор.
Расстояние до административного центра Зеленоборского сельсовета села Зелёный Бор — 21 км, расстояние до Поярково (по автодороге) — 30 км.
На восток от села — выезд на автотрассу Поярково — Завитинск у села Шурино.
На правом берегу Завитой в 3 км ниже села Красный Яр стоит село Нижнезавитинка.

## Население
| 2002 | 2010 | 2012 | 2013 | 2014 | 2015 | 2016 |
| ---- | ---- | ---- | ---- | ---- | ---- | ---- |
| 200  | ↘158 | ↘155 | ↘146 | ↘137 | ↗140 | ↘132 |
| 2017 | 2018 |      |      |      |      |      |
| ↗136 | ↘131 |      |      |      |      |      |

## Улицы
- ул. Молодёжная,
- ул. Партизанская,
- ул. Подгорная.

## Экономика
Сельскохозяйственные предприятия Михайловского района.